# Valensole 1965
Pour plus de détails, voir Fiche technique et Distribution.
Valensole 1965 est un film dramatique français réalisé par Dominique Filhol et sorti en 2024. 
Ce film retrace, dans le cadre d'une véritable reconstitution historique (lieu ou se sont déroulés les faits, costumes d'époque et adaptation correspondant aux témoignages), les conséquences de l'éventuelle rencontre avec un OVNI, faite par un agriculteur provençal au milieu de son champ et évoquée par la presse sous le nom de rencontre de Valensole.

## Synopsis

### Présentation
Inspiré d’une histoire vraie, le film présente la vie de Maurice Masse, un agriculteur vivant dans le petit village provençal de Valensole, à compter du jour où il déclare à ses proches puis aux médias d’avoir été le témoin d’une rencontre avec un ovni et de ses deux occupants dans son champ.

### Résumé

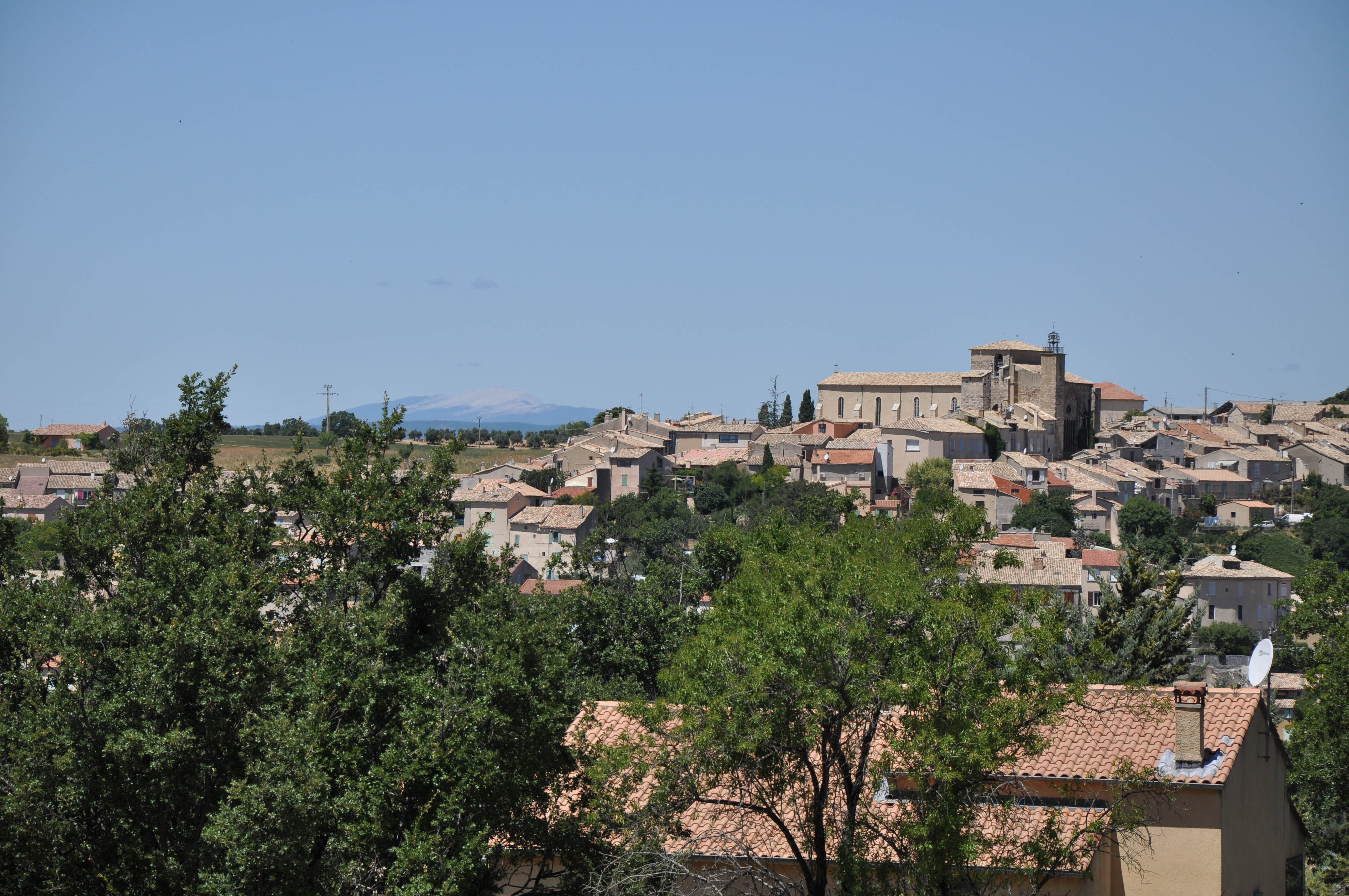
Vue sur le village de Valensole en été

Le 1ᵉʳ juillet 1965, dés le lever sur soleil, le lavandiculteur Maurice Masse, domicilié à deux kilomètres au nord-ouest de Valensole, petit village de Haute-Provence, se lève pour entretenir et cultiver ses champs lavandes. Durant une pause effectuée pour fumer une cigarette, il entend un sifflement. Il a alors une vision qui change le cours sa vie: il voit un vaisseau extraterrestre qu'il déclare plus tard de « la grosseur d'une Dauphine ».
Plutôt que de garder le silence, Maurice évoque cette rencontre avec les gendarmes du secteur qui constatent des traces laissées au sol. La rumeur s'étend dans le village et toute la région. Dès lors, Maurice se retrouve au centre d'un phénomène médiatique important pour le public et la presse. Il doit protéger sa famille exposée à cette notoriété inattendue.

## Fiche technique
Sauf indication contraire, les informations mentionnées dans cette section peuvent être confirmées par les bases de données cinématographiques IMDb et Allociné,  présentes dans la section « Liens externes ».
- Titre original : Valensole 1965
- Réalisation : Dominique Filhol
- Scénario : Dominique Filhol et Édouard Blanchot
- Musique : Mark Yaeger
- Décors :
- Costumes :
- Photographie : Athys de Galzain
- Son : Maxime Emeriau et Julien Sena
- Montage : Julia Huteau-Mouglalis
- Production : Dominique Filhol et Virginie Lacombe
  - Production déléguée : Daniel Blanc
  - Coproduction : Darrel Lee Hall, Ning Ning et Steve René
- Société de production : Virginie Films et Noos Pictures
- Société de distribution : Virginie Films
- Pays de production :  France
- Langue originale : français
- Format : Drame
- Durée : 90 minutes
- Dates de sortie :
  - Chine : 15 juin 2024 (Shanghai)
  - France : 9 juillet 2025 (en salles)

## Distribution

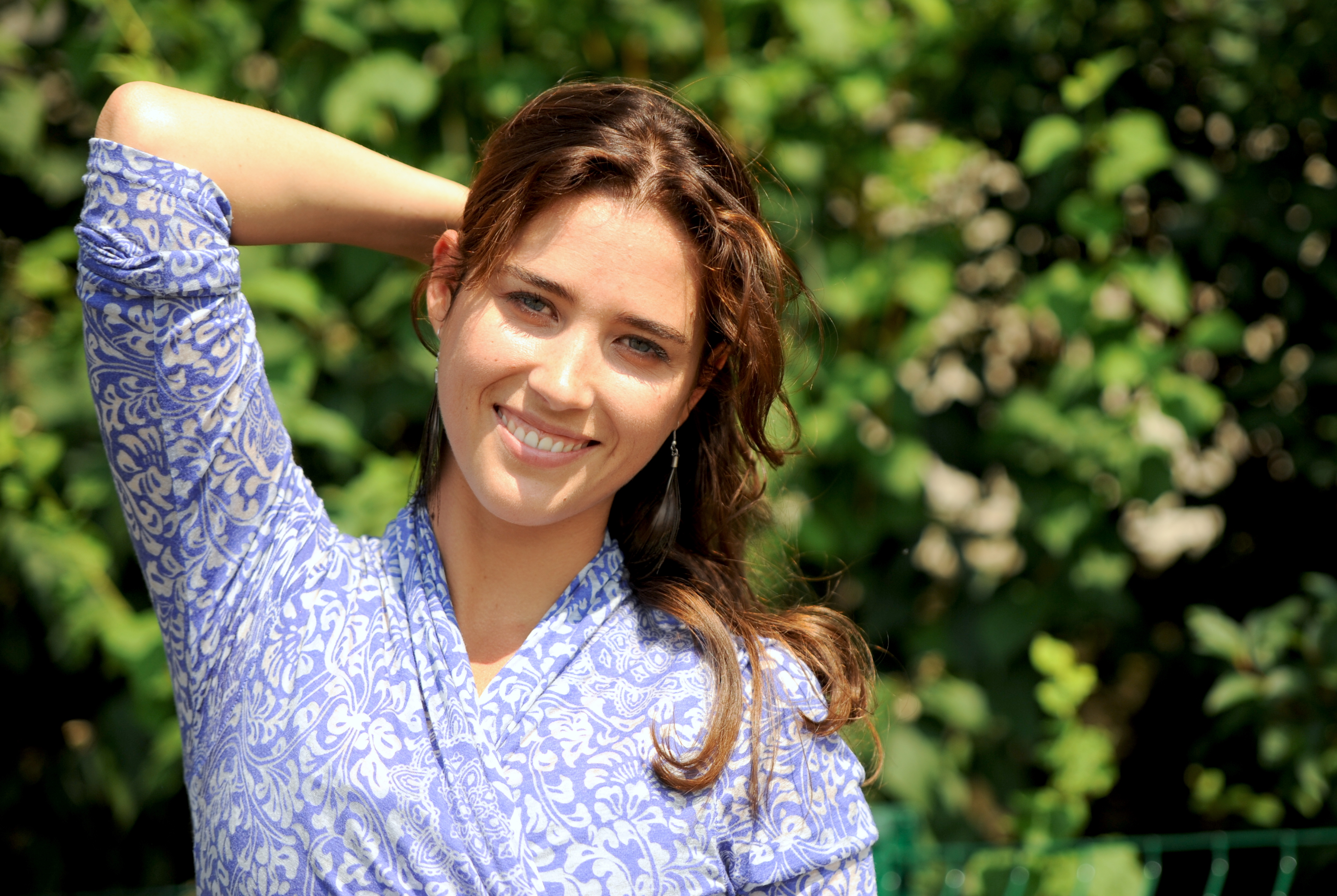
Vahina Giocante interprète le rôle de Jeannette, épouse de Maurice Masse

- Matthias Van Khache : Maurice Masse
- Vahina Giocante : Jeannette Masse
- Olivia Gotanègre : Marceline
- Sasha Gravat Harsch : Marie-Claude Masse
- Luc Palun : le gendarme Michaud
- Lennard Ridsdale : le journaliste anglais

## Sortie
Le film sort sur les écrans français le 9 juillet 2025. Une avant-première s'est déroulée le 19 juin en plein air à Valensole, sur la principale promenade du village.
Le film n'a pas bénéficié d'un énorme budget pour sa commercialisation. Ainsi, il n'est disponible que dans quelques dizaines de salles en France. Beaucoup de passionnés d'ufologie ont fait une centaine de kilomètres pour pouvoir assister à une projection, néanmoins la majorité du public devra patienter le temps de la sortie en DVD.

## Analyse et critiques
Le film ne se présente pas comme un film de science-fiction. Son but n'est pas de prouver la réalité des faits ou de savoir si le principal protagoniste est un affabulateur mais de retracer le bouleversement du quotidien dans la vie de cet homme et de sa famille. L'histoire retrace également l’emballement médiatique qui attire les curieux voulant se renseigner sur cet événement.
Selon le critique de cinéma du magazine Paris-Match, Christophe Carrière, l'auteur du film qui réalise là son premier long-métrage de fiction (même s'il s'appuie sur des faits réels) n’appuie pas « trop lourdement son propos » malgré son expérience dans le domaine des OVNIs. Le récit reste fluide et apaisé, « servi par des plans et une lumière magnifiques » Christophe Carrière précise que les deux principaux comédiens sont capables de prendre l’accent provençal « sans fausse note ».

## Autour du film
Il s'agit de la première adaptation française au cinéma d'une rencontre du troisième type (c'est-à-dire une rencontre directe avec des extraterrestres, selon la classification de J. Allen Hynek) qui se déroule en Provence au milieu des années 1960 et qui est relatée par de nombreux articles de presse à l'époque. Ce fait est ensuite de nouveau évoqué régulièrement par la presse spécialisée en ufologie durant les décennies suivantes.
Le film est tourné sur les lieux mêmes de la rencontre de Valensole afin de rester au plus près de la réalité historique. Sa date de sortie en France correspond, à quelques jours près au 60e anniversaire du déroulement des faits.
Le réalisateur Dominique Filhol est déjà l'auteur d'un film documentaire Ovnis : une affaire d'États, diffusé en 2020 par la groupe Arte Distribution à la suite de révélations qui ont été faites par le Pentagone en 2017. Ces révélations montraient des vidéos d’ovnis filmés par des avions de chasse américains. Dominique Filhol avait notamment voulu évoquer ce type d'affaires aux USA mais aussi en France.

## Sélections
Le film a été sélectionné pour l'édition 2024 du Festival international du film de Shanghai.